# João Moreira
João Barros Moreira (Coimbra, 3 de dezembro de 1980) é um humorista, guionista e apresentador de televisão português. É conhecido, sobretudo, pelo seu trabalho com a personagem Bruno Aleixo, da qual é co-criador.